# Grünenplan (kommunfritt område)
Grünenplan är ett kommunfritt område i Landkreis Holzminden i förbundslandet Niedersachsen i Tyskland.